# Cephalozia lunulifolia
Espèce
Cephalozia lunulifolia est une espèce de Marchantiophytes (hépatiques) de la famille des Cephaloziaceae, aux feuilles minuscules et bilobées (à leur extrémité).
Cette espèce qui a été décrite en 1835 pousse typiquement sur le bois pourris (bois mort, buches, souches);

## État des populations, menaces
Comme toutes les plantes et organismes associées aux vieux bois-morts, cette espèce est menacée. Elle a par exemple récemment disparu du Nord-Pas-de-Calais et de Normandie. Elle semble être devenue rare ou a déjà disparu dans une grande partie de son aire naturelle de répartition.

## Vue en miscroscopie

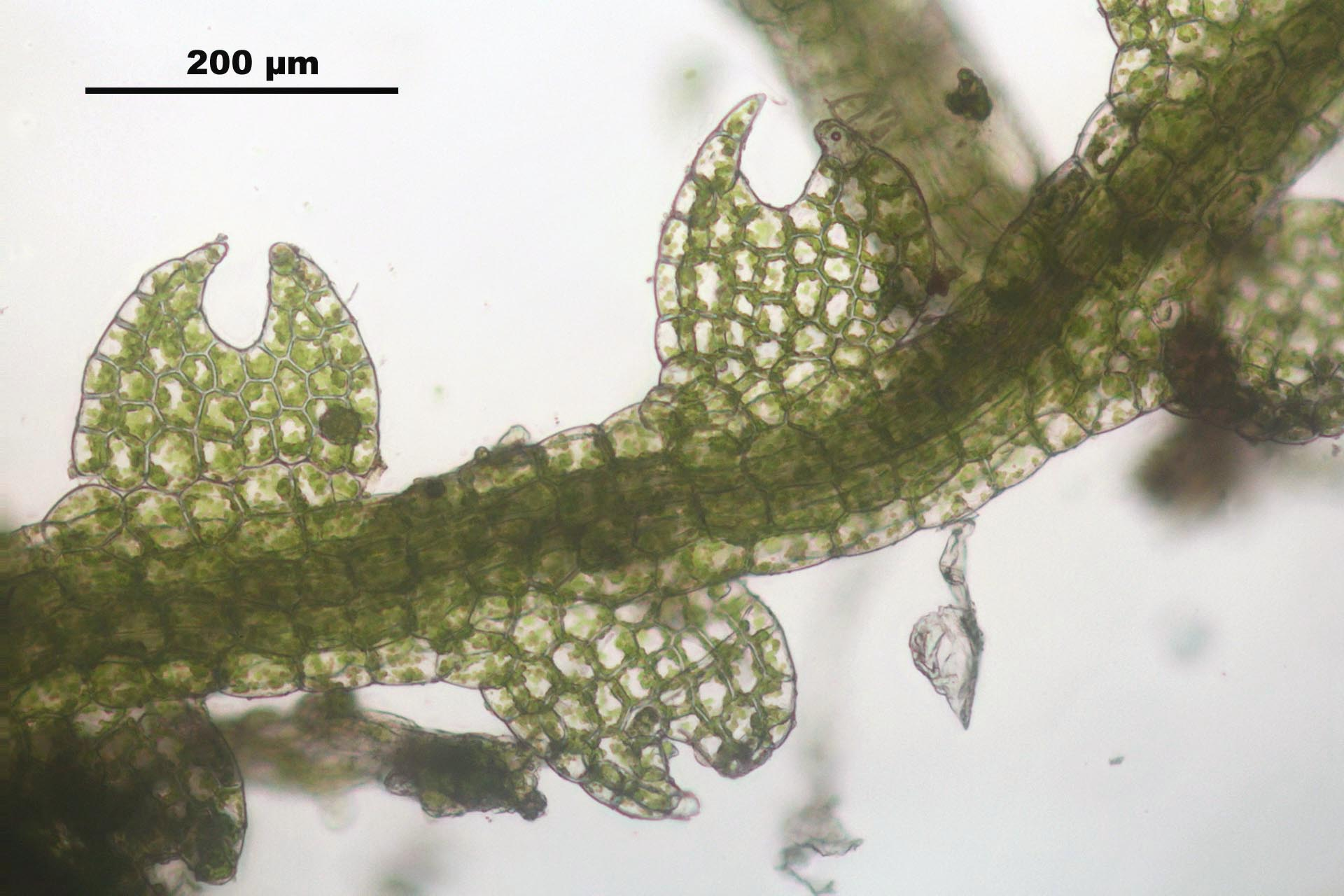
Cephalozia lunulifolia (microscopie)
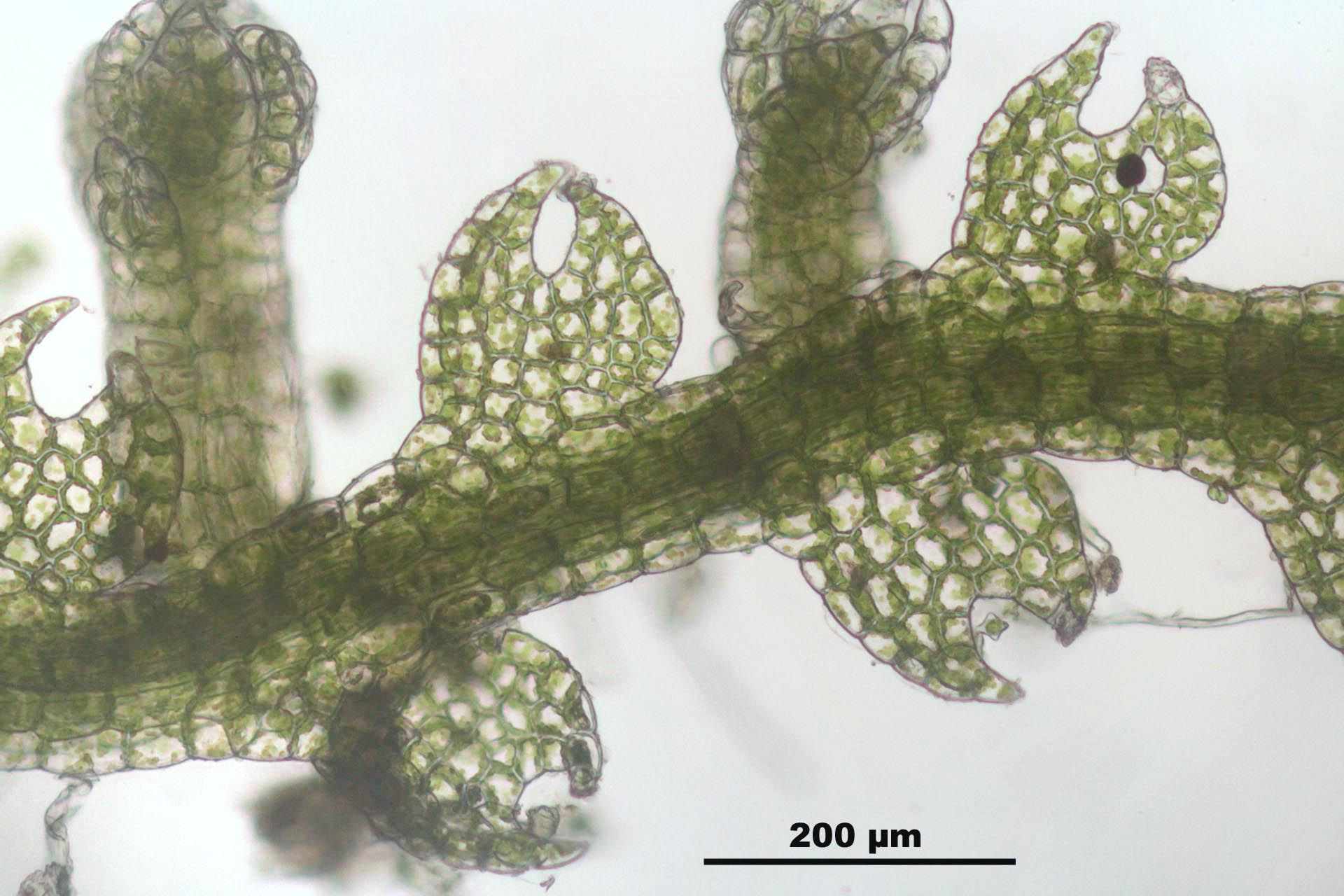
Cephalozia lunulifolia (microscopie)
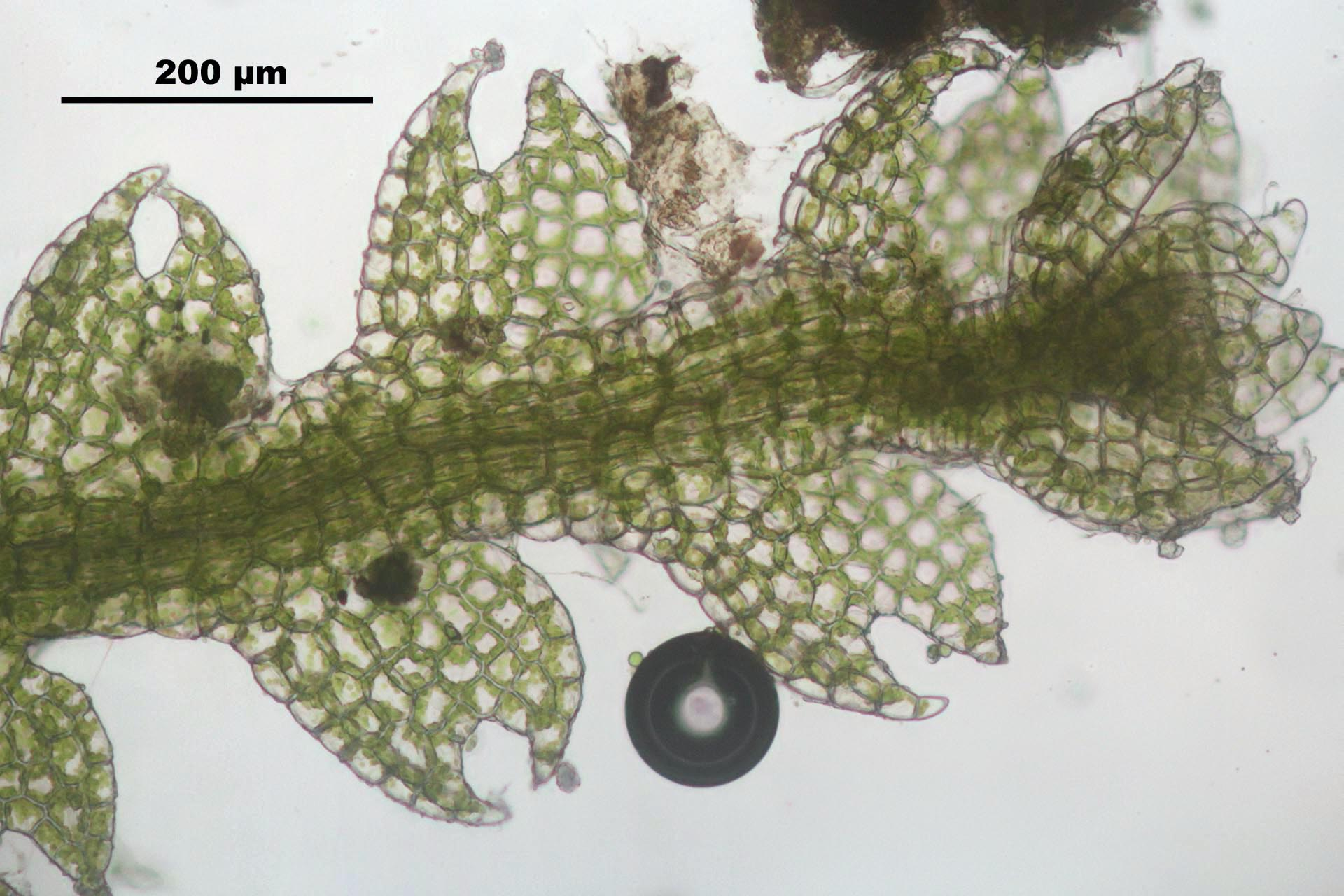
Cephalozia lunulifolia (microscopie)
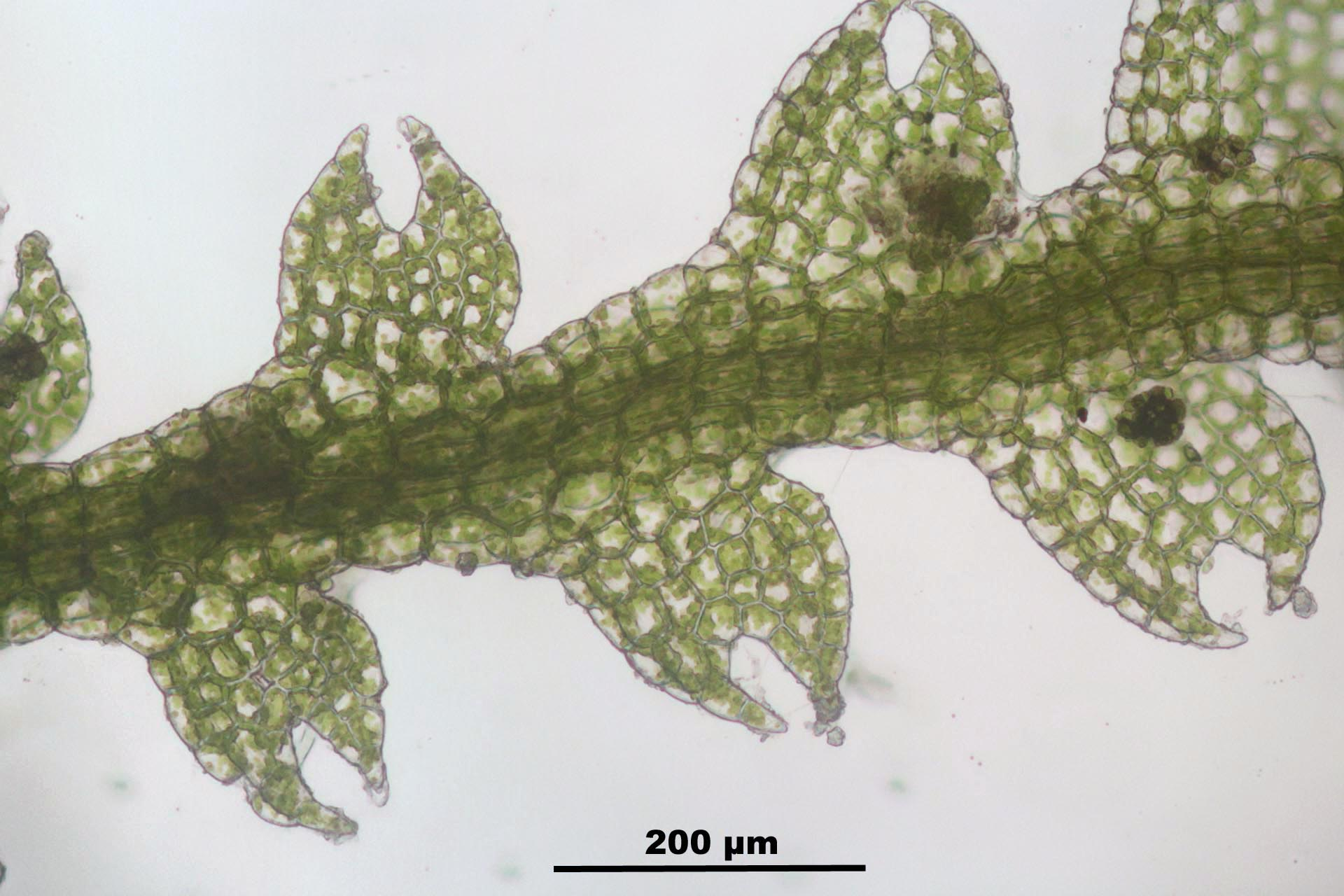
Cephalozia lunulifolia (microscopie)
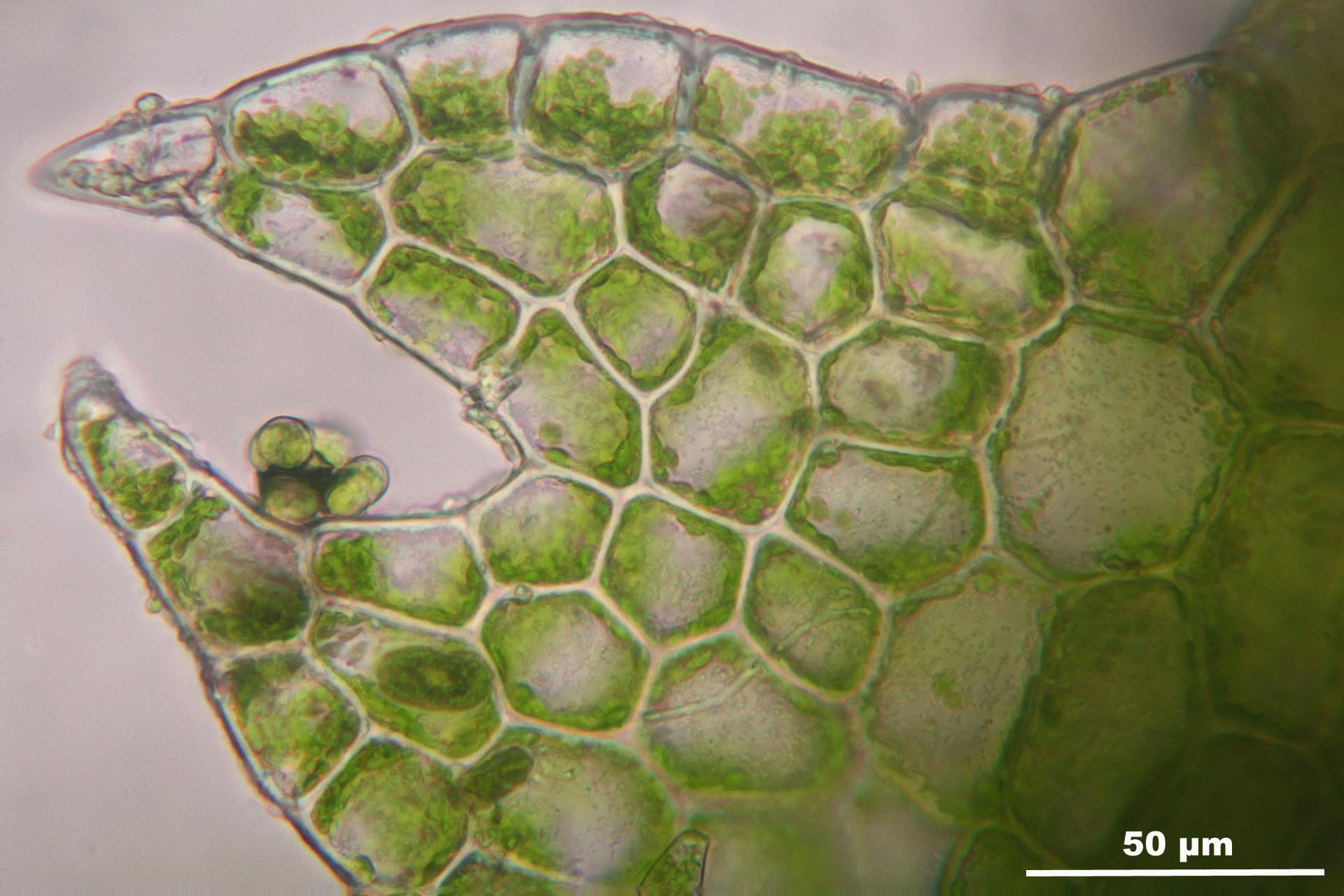
Feuille (détail)
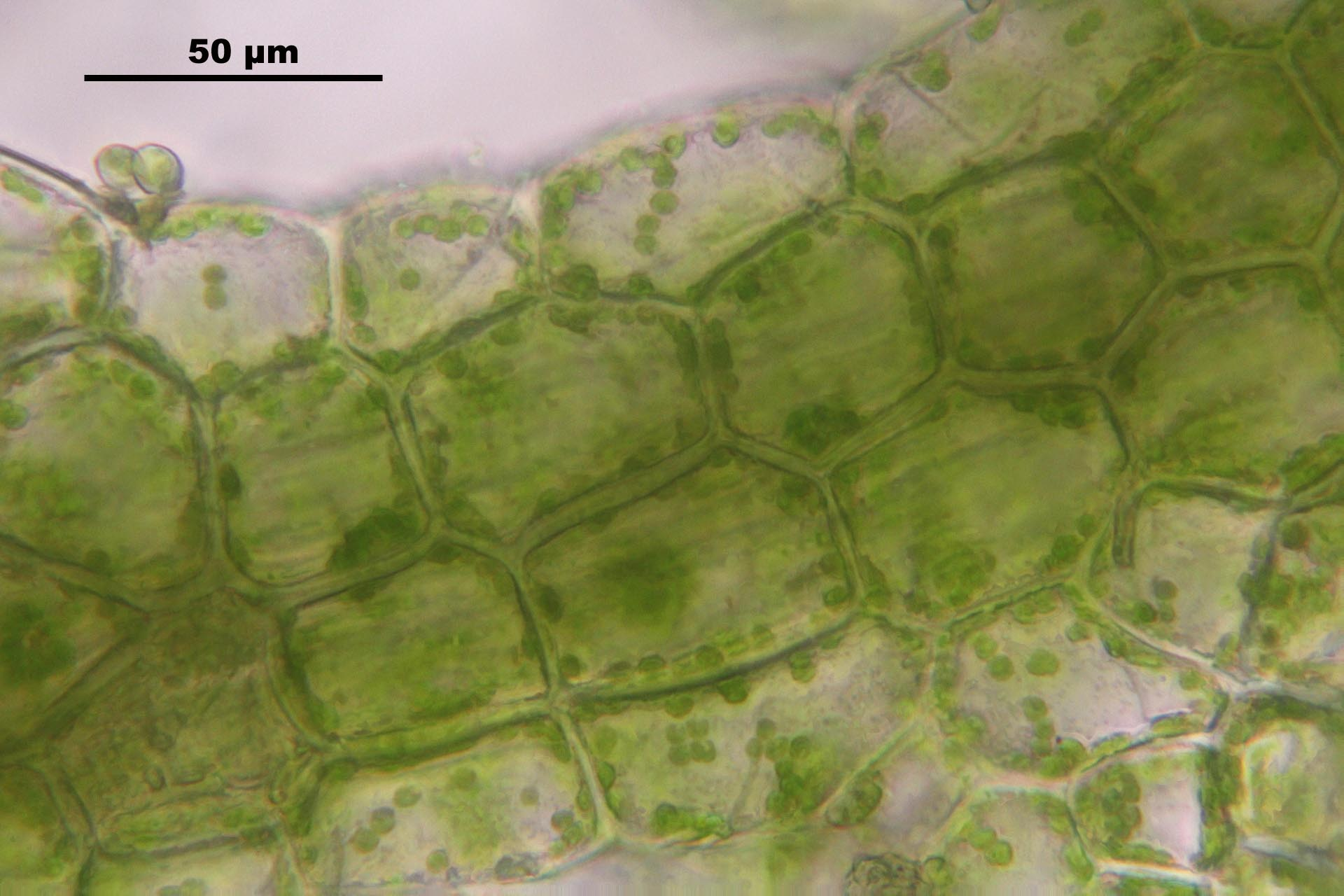
Feuille (détail)
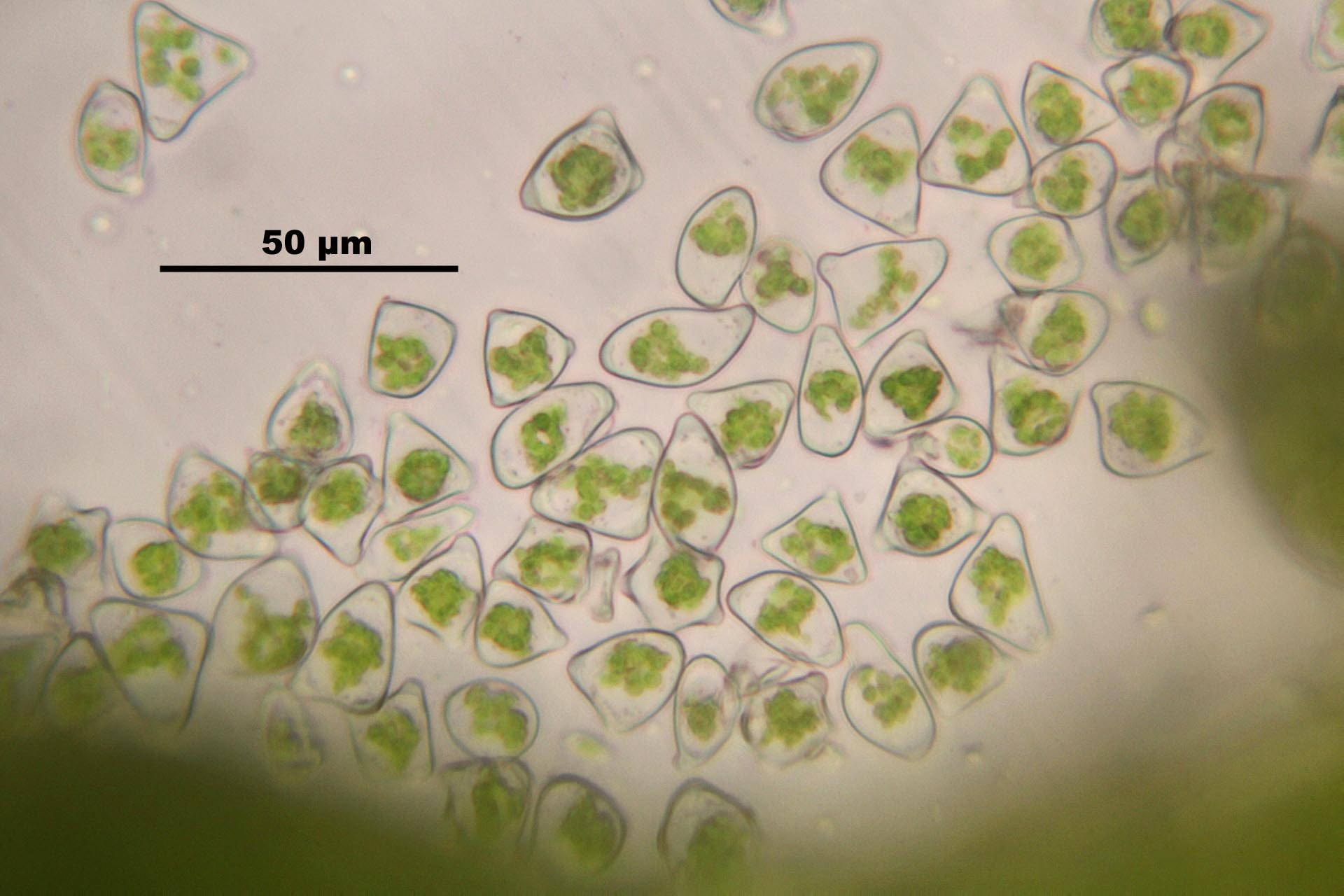
Propagules
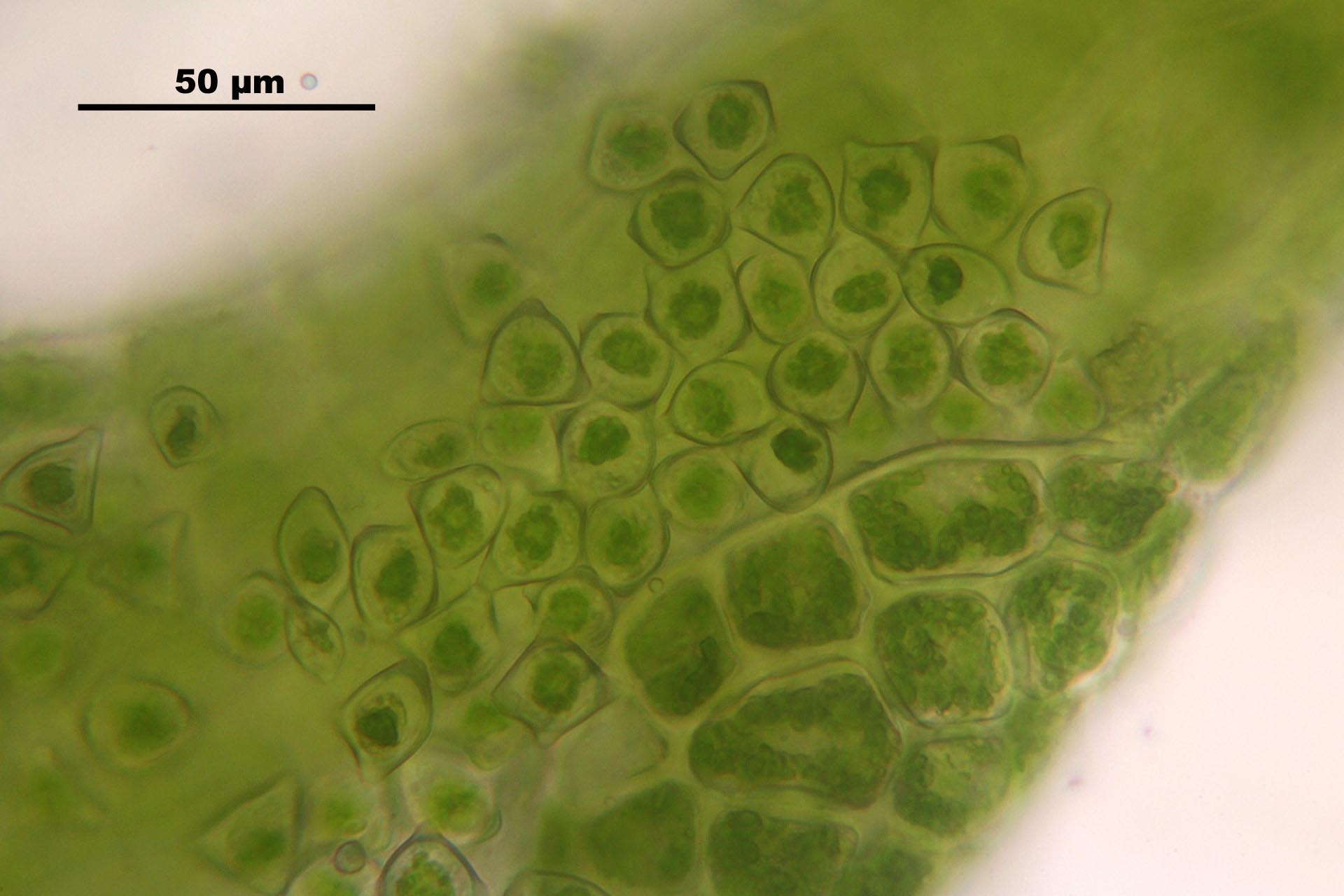
Propagules